# Gilles Carpentier
Pour les articles homonymes, voir Carpentier.
Gilles Carpentier est un écrivain et éditeur français né à Paris 19e le 14 juin 1950 et mort à Paris 18e le 16 septembre 2016,.

## Biographie
Après avoir eu divers emplois alimentaires aux PTT ou dans le cinéma, il était devenu journaliste au service culturel de Rouge dans les années 1970, où il a publié de nombreuses chroniques sur le free jazz. Dans le même temps, il entre, en tant que lecteur, aux Éditions du Seuil où il est, à partir de 1981, responsable du service des manuscrits et membre de son comité de lecture. Il y est éditeur à part entière en 1992 et jusqu'en 2003. Il découvre Agota Kristof, publie son roman Le Grand Cahier qui deviendra un grand succès en France et révèle également l'écrivain Abdelhak Serhane. Il a également édité de nombreux auteurs africains et francophones tels Aimé Césaire (dont il a édité la poésie complète), Ahmadou Kourouma, Sony Labou Tansi,  Kateb Yacine, Kossi Efoui, Tierno Monenembo,.
Les éditions du Seuil saluent en lui un « immense lecteur et découvreur de talent ».
Il est aussi l'auteur de six ouvrages, qui portent tous d'une manière ou d'une autre sur l'un de ses sujets de prédilection, la ville contemporaine.  Son dernier roman, Les Bienveillantes (à ne pas confondre avec l'ouvrage de J. Littell (2006) qui porte le même titre) est écrit sous une forme entièrement dialoguée.

## Œuvres
- 1984 : Les Manuscrits de la marmotte, Éditions du Seuil
- 1988 : Tous couchés, Éditions du Seuil
- 1992 : Haussmann m'empêche de dormir, Éditions du Seuil
- 1994 : Scandale de bronze. Lettre à Aimé Césaire, Éditions du Seuil
- 1999 : Couper cabèche, Éditions du Seuil
- 2002 : Les Bienveillantes, Editions Stock

## Récompenses
- 1984 : Prix Fénéon pour Les Manuscrits de la marmotte